# Francis Ford Coppola
Francis Ford Coppola, född 7 april 1939 i Detroit i Michigan, är en amerikansk filmregissör, manusförfattare och producent. Han är flerfaldigt Oscarsbelönad och bland annat känd som regissör för filmerna Gudfadern (1972), Gudfadern del II (1974) och Apocalypse (1979). Han är uppvuxen i området Woodside i stadsdelen Queens i New York.
Francis Ford Coppola blev Oscarsnominerad för Gudfadern (1972) i kategorin bästa regi, men priset gick till Bob Fosses Cabaret. Gudfadern vann dock som bästa film och Coppola vann tillsammans med Mario Puzo priset för bästa manus efter förlaga. För uppföljaren Gudfadern del II (1974) vann dock Coppola en Oscar för bästa regi.
Francis Ford Coppola har vunnit fem Oscar och fyra Golden Globe Awards. Han har vunnit Oscar för bästa manus för Patton – Pansargeneralen och bästa manus efter förlaga för Gudfadern. Bästa regi, bästa film och bästa manus efter förlaga för Gudfadern del II. Han har vidare vunnit Golden Globe för bästa regi och bästa manus efter förlaga för Gudfadern samt bästa regi och bästa filmmusik för Apocalypse Now.  
Han bedriver även vinproduktion.

## Släktband
Francis Ford Coppola var gift med Eleanor Coppola, är far till skådespelerskan och regissören Sofia Coppola, regissören Roman Coppola och producenten Gian-Carlo Coppola samt bror till skådespelerskan Talia Shire och farbror till skådespelaren Nicolas Cage.

## Filmografi (urval)
| År   | Filmtitel                        | Regissör | Manusförfattare | Producent | Noter |
| ---- | -------------------------------- | -------- | --------------- | --------- | --- |
| 1962 | Tonight for Sure                 | Ja       | Ja              |           | Francis Ford Coppolas första film |
| 1962 | The Bellboy and the Playgirls    | Ja       | Ja              |           | |
| 1963 | Nattens skräcknäste              | Ja       | Ja              |           | Francis Ford Coppolas första långfilm |
| 1963 | Terror                           |          |                 |           | Okrediterad assisterande regissör och producent |
| 1966 | Brinner Paris?                   |          | Ja              |           | |
| 1966 | Big Boy                          | Ja       | Ja              |           | Nominerad — Guldpalmen Nominerad — Golden Globe Award för bästa film – musikal eller komedi Nominerad — Writers Guild of America Award for Best American Screenplay - Comedy |
| 1968 | Finian's Rainbow                 | Ja       |                 |           | Nominerad— Golden Globe Award för bästa film – musikal eller komedi |
| 1969 | Älska aldrig en främling         | Ja       | Ja              |           | Golden Shell hos San Sebastián International Film Festival |
| 1970 | Patton – Pansargeneralen         |          | Ja              |           | Oscar för bästa originalmanus |
| 1971 | THX 1138                         |          |                 | Ja        | |
| 1972 | Gudfadern                        | Ja       | Ja              |           | Oscar för bästa film Oscar för bästa manus efter förlaga David di Donatello for Best Foreign Film Directors Guild of America Award for Outstanding Achievement in Feature Film Golden Globe Award för bästa film – drama Golden Globe Award för bästa regi Golden Globe Award för bästa manus Golden Screen at Golden Screen Awards, Germany Kansas City Film Critics Circle Award for Best Director Writers Guild of America Award for Best Drama Adapted from Another Medium Nominerad — Oscar för bästa regi Nominerad — Best Audio Commentary at DVD Exclusive Awards |
| 1973 | Sista natten med gänget          |          |                 | Ja        | Kansas City Film Critics Circle Award for Best Film Golden Globe Award för bästa film – musikal eller komedi Nominerad — Oscar för bästa film |
| 1974 | Avlyssningen                     | Ja       | Ja              | Ja        | Guldpalmen Prize of the Ecumenical Jury- Special Mention Kansas City Film Critics Circle Award for Best Director National Board of Review Award for Best Director Nominerad — Oscar för bästa film Nominerad — Oscar för bästa originalmanus Nominerad — BAFTA Award för bästa regi Nominerad — BAFTA Award för bästa originalmanus Nominerad — Video Premiere Award hos DVD Exclusive Awards Nominerad — Directors Guild of America Award for Outstanding Achievement in Feature Film Nominerad — Edgar Allan Poe Award for Best Motion Picture Screenplay Nominerad — Golden Globe Award för bästa film – srama Nominerad — Golden Globe Award för bästa regi Nominerad — Golden Globe Award för bästa manus Nominerad — Writers Guild of America Award for Best Drama Written Directly for the Screen |
| 1974 | Gudfadern del II                 | Ja       | Ja              | Ja        | Oscar för bästa film Oscar för bästa regi Oscar för bästa manus efter förlaga Directors Guild of America Award for Outstanding Directorial Achievement in Feature Film Kansas City Film Critics Circle Award for Best Director National Society of Film Critics Award for Best Director Writers Guild of America Award for Best Drama Adapted from Another Medium Nominerad — Golden Globe Award for Best Motion Picture – Drama Nominerad — Golden Globe Award for Best Director Nominerad — Golden Globe Award for Best Screenplay |
| 1979 | Apocalypse Now                   | Ja       | Ja              | Ja        | Guldpalmen FIPRESCI Prize Golden Globe Award för bästa regi Golden Globe Award för bästa filmmusik BAFTA Award för bästa regi David di Donatello for Best Foreign Film Golden Screen hos Golden Screen Awards, Tyskland London Film Critics Circle Award for Best Film Nominerad — Oscar för bästa film Nominated — Oscar för bästa regi Nominerad — Oscar för bästa originalmanus Nominerad — BAFTA Award för bästa film Nominerad — Best Foreign Language Film hos Cinema Brazil Grand Prize (2002) Nominerad — Césarpriset för bästa utländska film Nominerad — Directors Guild of America Award for Outstanding Achievement in Feature Film Nominerad — Golden Globe Award för bästa film – drama Nominerad — Grammy Award for Best Album of Original Score Written for a Motion Picture or Television Special Nominerad — Writers Guild of America Award for Best Drama Written Directly for the Screen |
| 1979 | Svarta hingsten                  |          |                 | Ja        | |
| 1980 | Kagemusha – spökgeneralen        |          |                 | Ja        | David di Donatello för bästa produktion |
| 1982 | Älskling, jag hatar dig!         | Ja       | Ja              |           | |
| 1983 | Outsiders                        | Ja       |                 |           | Nominerad — Golden Prize hos 13th Moscow International Film Festival Nominerad — Best Family Feature Motion Picture hos Young Artist Awards |
| 1983 | Koyaanisqatsi                    |          |                 | Ja        | |
| 1983 | Rumble Fish                      | Ja       | Ja              | Ja        | FIPRESCI Prize hos San Sebastián International Film Festival OCIC Award hos San Sebastián International Film Festival |
| 1984 | Cotton Club                      | Ja       | Ja              |           | Nominerad — Golden Globe Award for Best Motion Picture – Drama Nominerad — Golden Globe Award för bästa regi Nominerad — Japan Academy Prize for Outstanding Foreign Language Film |
| 1985 | Mishima - ett liv i fyra kapitel |          |                 | Ja        | Vinnare av "Best Artistic Contribution" vid Cannes Filmfestival. |
| 1986 | Peggy Sue gifte sig              | Ja       |                 |           | Nominerad — Golden Globe Award för bästa film – musikal eller komedi Nominerad — Saturn Award for Best Science Fiction Film |
| 1987 | Det sista slagfältet             | Ja       |                 | Ja        | Nominerad — Golden Prize hos Moscow International Film Festival Nominerad — Political Film Society Award for Peace |
| 1988 | Tucker - en man och hans dröm    | Ja       |                 |           | |
| 1989 | New York Stories                 | Ja       | Ja              |           | Assisterande regissör och manusförfattare |
| 1990 | Gudfadern del III                | Ja       | Ja              | Ja        | Best Foreign Film (Mejor Película Extranjera) hos Fotogramas de Plata Nominerad — Oscar för bästa film Nominerad — Oscar för bästa regi Nominerad — Directors Guild of America Award for Outstanding Achievement in Feature Film Nominerad — Golden Globe Award för bästa film – drama Nominerad — Golden Globe Award för bästa regi Nominerad — Golden Globe Award för bästa manus |
| 1992 | Bram Stokers Dracula             | Ja       |                 | Ja        | Saturn Award for Best Direction Saturn Award for Best Horror Film Best Foreign Film (Mejor Película Extranjera) hos Fotogramas de Plata Nominerad — Hugo Award for Best Dramatic Presentation |
| 1993 | The Junky's Christmas            |          |                 | Ja        | |
| 1993 | Den hemlighetsfulla trädgården   |          |                 | Ja        | Los Angeles Film Critics Association Award for Best Music Nominerad — BAFTA Award för bästa kvinnliga biroll (Maggie Smith) |
| 1994 | Frankenstein                     |          |                 | Ja        | Nominerad — Saturn Award for Best Horror Film |
| 1995 | Kidnapped                        |          |                 | Ja        | |
| 1996 | Jack                             | Ja       |                 | Ja        | Nominerad — Best Family Feature - Musical or Comedy hos Young Artist Awards |
| 1997 | Regnmakaren                      | Ja       | Ja              |           | Nominerad — USC Scripter Award Nominerad — Political Film Society Award for Democracy |
| 1999 | Virgin Suicides                  |          |                 | Ja        | |
| 1999 | Sleepy Hollow                    |          |                 | Ja        | |
| 2001 | CQ                               |          |                 | Ja        | |
| 2001 | Jeepers Creepers                 |          |                 | Ja        | |
| 2003 | Jeepers Creepers 2               |          |                 | Ja        | |
| 2006 | Marie Antoinette                 |          |                 | Ja        | |
| 2007 | Youth Without Youth              | Ja       | Ja              | Ja        | |
| 2009 | Tetro                            | Ja       | Ja              | Ja        | |
| 2010 | Somewhere                        |          |                 | Ja        | |
| 2011 | Twixt                            | Ja       | Ja              | Ja        | |
| 2012 | On the Road                      |          |                 | Ja        | |
| 2013 | The Bling Ring                   |          |                 | Ja        | |
| 2024 | Megalopolis                      | Ja       | Ja              | Ja        | |